# Dorothy Lamourová
Mary Leta Dorothy Slatonová (10. prosince 1914 New Orleans – 22. září 1996 Los Angeles) byla americká herečka a zpěvačka.

## Život
Narodila se 10. prosince 1914 v New Orleans jako dcera číšníků Johna Watsona Slatona a Carmen Louiseové (rodným jménem LaPorteová). Své umělecké jméno však přijala po matčiném druhém muži Clarenci Lambourovi, se kterým se však také brzy rozvedla. Aby uživila sebe i svou matku, byla nucena ve 14 letech odejít ze školy a začala pracovat jako sekretářka. Během toho se zúčastnila i několika soutěží krásy a roku 1931 byla korunována na Miss New Orleans.
V 16 letech se přestěhovala s matkou do Chicaga a našla si práci v obchodním domě Marshall Field. Brzy se začala zajímat o divadlo a často navštěvovala konkurzy své kamarádky ze Ziegfeld Follies. Během vystoupení na chicagské talentové show ji zahlédl vedoucí orchestru Herbie Kay a najal ji jako zpěvačku. V roce 1935 se spolu vydali na turné a Kay ji nakonec přivedl vaudeville a zajistil jí i práci pro NBC Radio.

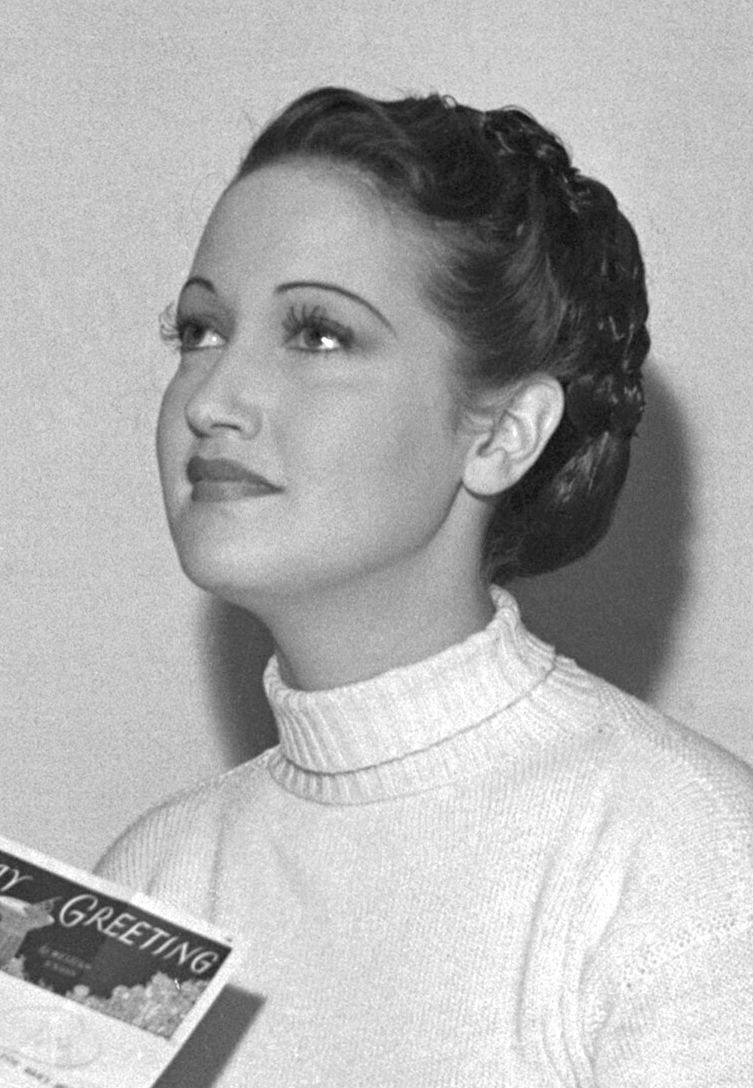
Dorothy Lamourová v roce 1938

V roce 1936 se přestěhovala do Hollywoodu a ještě téhož roku podepsala smlouvu se studiem Paramount Pictures. Jejím prvním filmem se stala Vládkyně džungle (1936), ve které po celou dobu nosila sarong. Právě s tímto druhem oděvu byla spojována po celou svou kariéru a o rok později se v něm blýskla znovu, ve filmu Uragán (1937), který měl taktéž obrovský úspěch.
Na dalších pár let si se o ni neustále přela i konkurenční studia, která si ji často od Paramountu propůjčovala. Ve svých „sarong-filmech“ pokračovala i nadále a objevila se tak mj. ve filmech Road to Singapore (1940) nebo Typhoon (1940).
Během druhé světové války patřila spolu s Betty Grableovou, Ritou Hayworthovou, Lanou Turner a Veronicou Lake i mezi nejoblíbenější pin-up modelky. Stejně jako většina tehdejších hollywoodských hvězd prodávala válečné dluhopisy a jezdila na spoustu turné. Jelikož údajně prodala dluhopisy v celkové hodnotě 300 milionů dolarů, vysloužila si přezdívku „The Bond Bombshell“ (~ dluhopisní sexbomba).
Jejím posledním filmem, kde se objevila v sarongu byl muzikál Rainbow Island (1944). Ten následovaly rovnou tři další velké hity v řadě: Má oblíbená brunetka (1947), Wild Harvest (1947) a Road to Rio (1947). Právě v roce 1947, na vrcholu své kariéry však studio Paramount opustila a začala hrát na vlastní pěst.
Po sérii filmů producenta Benedicta Bogeause se objevila ve dvou komediích a jednom film-noiru Jacka Bennyho. Žádný z těchto filmů však velké úspěchy nesklidil. Po dalších dvou hitech Největší představení na světě (1952) a Road to Bali (1952) jí však pomalu přestávaly chodit nabídky a proto se začala soustředit více na divadlo. Kromě bavičky v nočním klubu, začala pracovat i v televizi.
Jejím posledním úspěšnějším snímkem se stala komedie The Road to Hong Kong (1962) a po několika dalších vedlejších rolích se s rodinou přestěhovala do Baltimoru, kde vystupovala v televizi a pracovala v městské kulturní komisi.

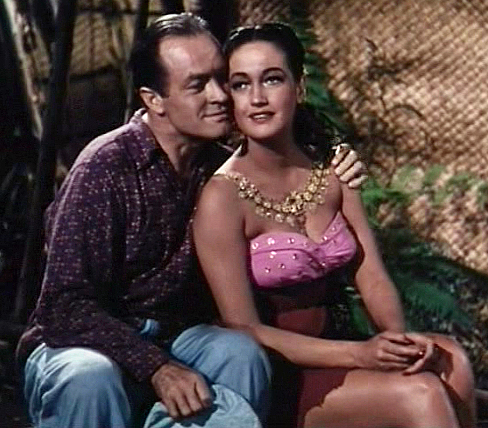
Dorothy Lamourová s Bobem Hopem ve filmu Road to Bali (1952)

V pozdějších letech však vystupovala dál a hostovala i v několika televizních pořadech. 
Dorothy Lamourová zemřela 22. září 1996 ve věku 81 let. Je pohřbena na hřbitově Forest Lawn Memorial Park v Hollywoodu.
Na Hollywoodském chodníku slávy má dokonce dvě hvězdy; za filmové a rozhlasové přínosy.

## Filmografie
- 1933 Vládkyně džungle (režie Wilhelm Thiele)
- 1937 Uragán (režie John Ford)
- 1937 Poslední vlak od Madridu (režie James P. Hogan)
- 1938 Her Jungle Love (režie George Archainbaud)
- 1939 St. Louis Blues (režie Raoul Walsh)
- 1939 Disputed Passage (režie Frank Borzage)
- 1940 Typhoon (režie Louis King)
- 1940 Moon Over Burma (režie Louis King)
- 1941 Caught in the Draft (režie David Butler)
- 1941 Aloma of the South Seas (režie Alfred Santell)
- 1942 The Fleet's In (režie Victor Schertzinger)
- 1944 Rainbow Island (režie Ralph Murphy)
- 1945 Masquerade in Mexico (režie Mitchell Leisen)
- 1945 A Medal for Benny (režie Irving Pichel)
- 1947 Má oblíbená brunetka (režie Elliott Nugent)
- 1947 Wild Harvest (režie Tay Garnett)
- 1947 Road to Rio (režie Norman Z. McLeod)
- 1948 The Girl from Manhattan (režie Alfred E. Green)
- 1948 Lulu Belle (režie Leslie Fenton)
- 1949 The Lucky Stiff (režie Lewis R. Foster)
- 1949 Slightly French (režie Douglas Sirk)
- 1949 Manhandled (režie Lewis R. Foster)
- 1952 Největší představení na světě (režie Cecil B. DeMille)
- 1952 Road to Bali (režie Hal Walker)